# For You I Don’t Want to Go
For You I Don’t Want to Go ist ein Jazzalbum von Kirk Knuffke und Michael Bisio. Die am 17. September 2020 im Park West Studio in Brooklyn entstandenen Aufnahmen erschienen am 30. August 2022 auf NoBusiness Records.

## Hintergrund
Der Kornettist Kirk Knuffke und der Bassist Michael Bisio hatten zuuvor das Album Row for William O. (Relative Pitch, 2016) zusammen eingespielt. Zu ihren weiteren Kollaborationen gehört Requiem for a New York Slice (Relative Pitch, 2019) und The Art Spirit (ESP, 2021), beide mit dem Cellisten Fred Lonberg-Holm.

## Titelliste
- Kirk Knuffke / Michael Bisio: For You I Don’t Want to Go (NoBusiness Records NBCD 158)[1]

1. For You I Don‘t Want To Go / Sea Wamp 36:53

Die Komposition stammt von Kirk Knuffke und Michael Bisio.

## Rezeption

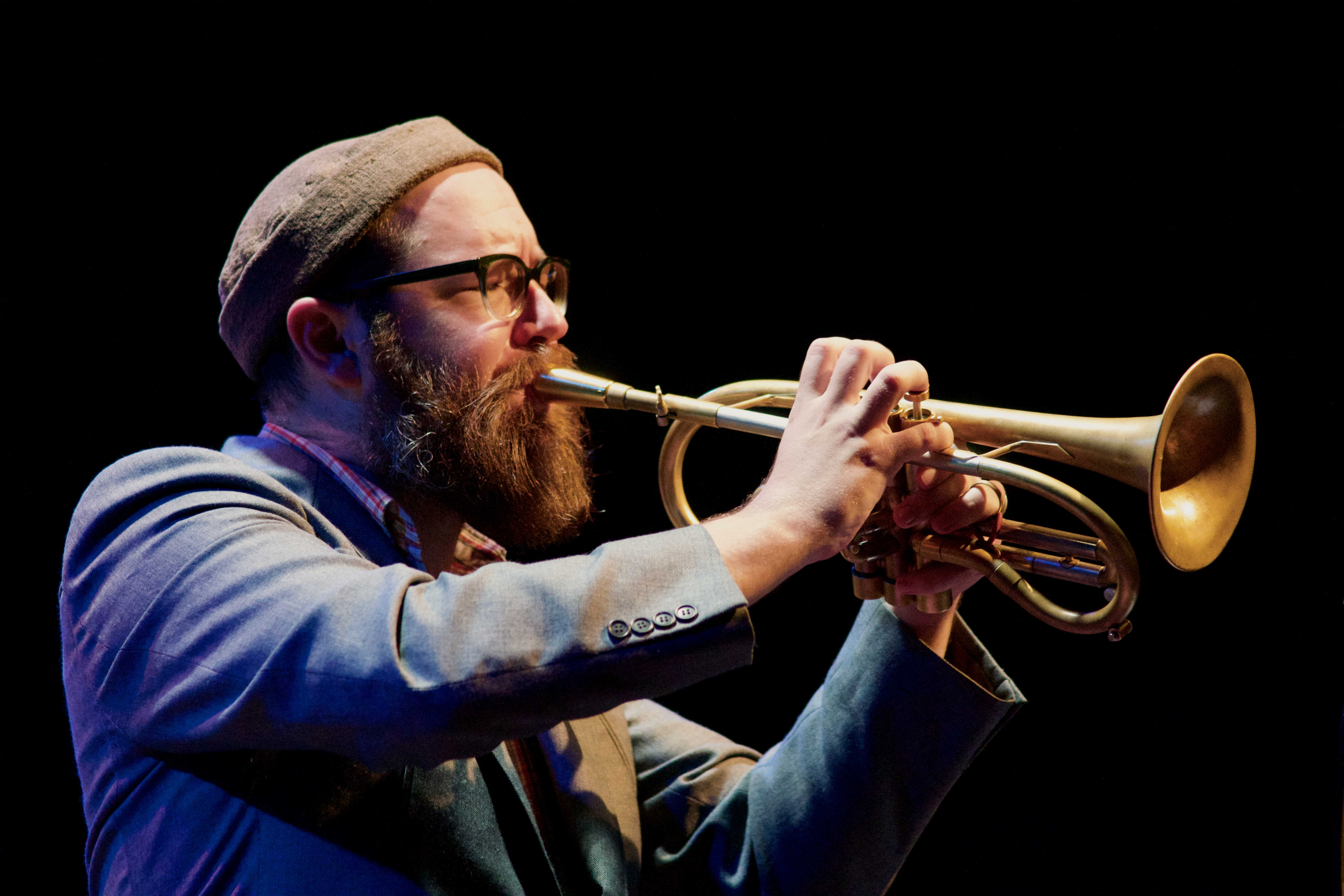
Kirk Knuffke bei einem Auftritt im BIM Amsterdam 2016

Nach Ansicht von John Sharpe, der das Album in All About Jazz rezensierte, würden Kirk Knuffke und Michael Bisio einander höchstes Vertrauen schenken. Dies erlaube ihnen, auf Wegweiser und Hinweise zu verzichten und sich stattdessen auf die Inspiration zu verlassen, die aus Erfahrung, Können und einem gemeinsamen Ziel entstehe. Sie würden sich in Bezug auf Tempo, Geschwindigkeitskontrast und Liniendichte ergänzen; und sie wüssten, wann man einsteigt und wann man aussteigt, wann man sich aus dem Rampenlicht vor- oder zurückbewegt und ob man eine wiederholte Figur gedrückt hält, anstatt einen Kontrapunkt anzubieten. Unter den vielen markanten Passagen, die hervortreten, sei das Zusammenfließen von Knuffkes gedämpftem Stöhnen und Bisios antwortendem Arco-Schlittern besonders bemerkenswert. Die Melodien kämen ohne Fanfaren, so locker skizziert, dass sie das Produkt improvisierter Magie sein könnten, wäre da nicht die verräterische Art und Weise, wie Bisio sich in begleitenden Riffs entspannt. Dies sei kein Feuerwerk, nur exzellente Musik, mit Sorgfalt gemacht.
„Ein freier Moment, rahmenlos, einzigartig wie das titelgebende Stück ‚For You I Don’t Wanna Go‘“, schrieb Franpi Barriaux in Citizen Jazz; es sei „ein Moment der Komplizenschaft“, der mit Gravity without Airs, ihrem Trio-Album mit Matthew Shipp von 2022, in Beziehung gesetzt werden müsse. Lange Interaktionen zwischen den beiden Freunden würden es vor allem erlauben, Spielformen zu finden, die sowohl Bisio als auch Knuffke charakterisieren, besonders hinsichtlich des Bassisten, dessen Spiel in Pizzicati sowohl schnell als auch ohne übertriebene Virtuosität sei. Zudem könne man bei den Musikern einen Wunsch nach Sanftheit wahrnehmen, eine sehr zärtliche Herangehensweise. Wenn Bisio also in einem luftig-leichten Ostinato zum Pizzicato zurückkehre, sei es Knuffke, der das Register wechsle und die kleine, subtile Mechanik des Interaktion leite, ohne jemals zu versuchen, den anderen zu destabilisieren.